# Ted DiBiase
Ted DiBiase   (Omaha, 18 de gener de 1954) pseudonim de Theodore Marvin "Ted" DiBiase, Sr. és un lluitador professional jubilat nord-americà, gerent, ministre ordenat i comentarista de color. Està signat a la WWE a partir del 2023, on treballa al seu programa Legends. DiBiase va aconseguir l'èxit del campionat en diverses promocions de lluita lliure, mantenint trenta títols durant la seva carrera de lluita lliure professional. El públic principal el recorda millor pel seu temps a la World Wrestling Federation (WWF), on va lluitar com a "The Million Dollar Man" Ted DiBiase. Ha estat nomenat com un dels millors lluitadors tècnics i més grans vilans de la història de la lluita lliure professional.

## Biografia
TTed DiBiase és fill de la lluitadora Helen Hild i el fill adoptiu del lluitador "Iron" Mike DiBiase. El seu pare va morir d'un atac al cor en el ring quan Ted tenia només 15 anys d'edat. Com a conseqüència, la seva mare va ser víctima d'una depressió i de l'alcoholisme, pel que Ted es va traslladar a Wilcox, Arizona a viure amb els seus avis. Es va graduar a l'institut Wilcox High School West i va assistir a la Universitat Estatal de Texas per una beca de futbol. Ted va abandonar l'institut per començar una carrera com a lluitador professional.